# Solanum suaveolens
Solanum suaveolens är en potatisväxtart som beskrevs av Carl Sigismund Kunth och Carl David Bouché.
Solanum suaveolens ingår i släktet skattor som ingår i familjen potatisväxter. Inga underarter finns listade i Catalogue of Life.